# Saint-Guidon (métro de Bruxelles)
Pour les articles homonymes, voir Saint-Guidon.
Saint-Guidon (en néerlandais : Sint-Guido) est une station de la ligne 5 du métro de Bruxelles située à Bruxelles, sur la commune d'Anderlecht.

## Situation
La station est située sous le cours Saint-Guidon.
Elle est située entre les stations Veeweyde et Aumale sur la ligne 5.

## Histoire
Mise en service le 6 octobre 1982.

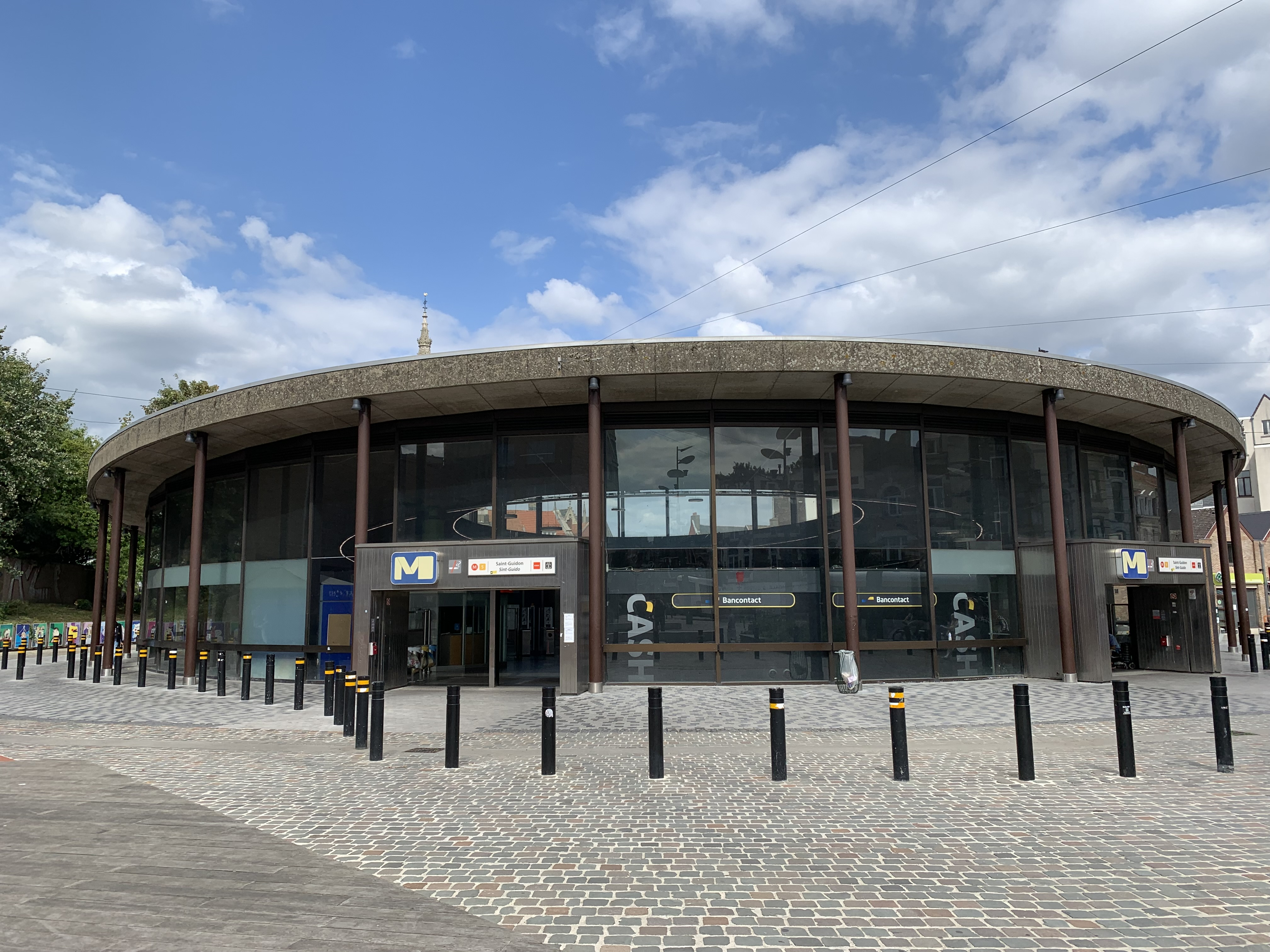
Entrée de la station Saint-Guidon du métro de Bruxelles.

Sous la station actuelle, il existe une autre station, dont seul le gros-œuvre a été réalisé. Dans les années 1970, on voyait grand pour Bruxelles et cette station aurait dû être le terminus d'une ligne passant par la petite ceinture et continuant vers Jette. À l'approche de la station, on peut d'ailleurs apercevoir un second tunnel descendant vers cette station. Ce tunnel sert actuellement d'aire de stationnement pour les rames non utilisées. Aussi, sur le quai (direction Herrmann-Debroux) on peut voir des escaliers suivis de portes donnant accès à cette partie de la station.

## Service aux voyageurs

### Accès
La station compte un unique accès par l'édicule circulaire du cours Saint-Guidon, équipé de deux ascenseurs.

### Quais
La station est de conception classique, avec deux voies encadrées par deux quais latéraux.

### Intermodalité
La station est desservie par la ligne 81 du tramway de Bruxelles, par les lignes 46 et 49 des autobus de Bruxelles, par les lignes de bus R10, 116, 117, 118, 571 et 572 du réseau De Lijn et, la nuit, par la ligne N13 du réseau Noctis.

## À proximité
- Stade Constant Vanden Stock
- Collégiale Saints-Pierre-et-Guidon
- Maison d'Érasme
- Vieux béguinage
- Lotto Park